# Tisová (Plzeň)
Tisová é uma comuna checa localizada na região de Plzeň, distrito de Tachov.